# Pervin Chakar
 (septembre 2022).
Pervin Chakar (née en 1981 à Mardin) est une chanteuse kurde d'opéra vivant en Europe. Ayant suivi une formation de chanteuse en Turquie et en Italie, elle réside actuellement en Allemagne.

## Naissance et éducation
Pervin Chakar est née dans une famille kurde de Mardin, en Turquie, en 1981 et a fréquenté le lycée des beaux-arts de Diyarbakır, où elle a également pris des cours de violoncelle. Pendant ses études au lycée d'Anatolie, elle se met à l'écriture et avec un de ses textes elle participe à un concours à Ankara. Lors de la soirée du concours, elle chante la chanson Ich Liebe Dich (Je t'aime) de Ludwig van Beethoven, qui a impressionné l'un des jurés dans la mesure où il lui a offert un CD de la chanteuse d'opéra grecque Maria Callas. L'écoute de Callas l'a inspirée à poursuivre une carrière de soprano. Elle obtient un baccalauréat de l'Université Gazi d'Ankara en 2003, devenant professeur de chant. Elle décide de poursuivre ses études en Italie après qu'en 2004 un directeur d'opéra italien l'a invitée à s'inscrire au Conservatorio Francesco Morlacchi (it) à Pérouse d'où elle a obtenu une maîtrise.

## Carrière professionnelle
Au cours de son séjour de onze ans en Italie, elle se produit pour la première fois au Rosetum (it) à Milan en 2006. Plus tard, elle chante Rosina dans Le Barbier de Séville, Titania dans Le Songe d'une nuit d'été de William Shakespeare ou Megacles dans L'Olympiade de Josef Mysliveček. Elle chante dans plusieurs langues de l'ancienne Mésopotamie telles que l'arménien, le kurde, le zazaki et a interprété des chansons folkloriques kurdes du compositeur arménien ottoman Komitas Vartabend pour son 150e anniversaire dans la salle de concert Cemal Reşit Rey à Istanbul. Depuis 2016, elle vit à Baden-Baden, en Allemagne.

### Sur le chant en langue kurde
Ce n'est qu'en 2011 qu'elle a décidé d'apprendre la langue kurde, après avoir été confrontée aux informations sur le massacre de Roboski au cours duquel plusieurs villageois kurdes ont été tués et pris pour des militants du Parti des travailleurs du Kurdistan (PKK). À partir de là, elle apprend des chansons de chanteurs kurdes et devient une fervente partisane des performances en langue kurde, ayant également composé une mélodie sur le poème kurde Qimil de Musa Anter,.
En 2022, Pervin Çakar a affirmé que son concert à l'Université Mardin Artuklu, qui a ouvert le premier cours de kurde en Turquie, a été annulé car il y avait des chansons kurdes dans son répertoire. Cependant, la raison invoquée pour l'annulation est le fait qu'elle souhaitait monter sur une scène gratuite, tout en essayant de vendre des billets moyennant un certain prix selon les médias proches du pouvoir.